# خيسينلاندن
خيسينلاندن Giessenlanden  هي مدينة وبلدية غرب هولندا، في مقاطعة جنوب هولندا.

## طوبوغرافيا
خريطة طوبوغرافية هولندية لبلدية خيسينلاندن، يونيو 2015، (تقرأ بعد ثلاث نقرات على الخريطة).